# RRKM理論
RRKM理論（RRKMりろん、英: Rice–Ramsperger–Kassel–Marcus theory）は化学反応性理論のひとつ。1927年にOscar Knefler RiceとHerman Carl Ramspergerにより、
更に1928年にはLouis Stevenson Kasselにより 開発された。これをRRK理論と呼ぶ。その後、1952年にルドルフ・マーカスが、1935年にヘンリー・アイリングによって考案された遷移状態理論を取り入れることで、RRKM理論へと一般化した。RRKM理論により、ポテンシャルエネルギー曲面に関する少数の特徴から、単分子反応における反応速度を容易に計算することが可能になった。

## 仮定
分子を調和振動子とみなし、これらが互いに結合していてエネルギーをやり取りできるとする。
- 分子の到達可能な励起状態のエネルギーを E とし、ここから生成物が生じるものとする。
- 分子内のエネルギー分配は反応そのものよりも非常に高速である。

## 導出
A* を励起された分子とする。
{\displaystyle A^{*}{\xrightarrow {k(E)}}A^{\ddagger }\rightarrow P}
ここで、P は 生成物、A‡ は反応座標上の臨界原子配置のうち最小エネルギー E0 を持つものを表わす。
単分子速度定数は次のように得られる 。
  {\displaystyle k_{\mathrm {uni} }={\frac {1}{hQ_{r}Q_{v}}}\int \limits _{E_{0}}^{\infty }\mathrm {d} E\sum _{J=0}^{\infty }{\frac {(2J+1)G^{\ddagger }(E,J)\exp \!\left({\frac {-E}{k_{b}T}}\right)}{1+{\frac {k(E,J)}{\omega }}}}}